# Chatila
Chatila (em árabe: مخيم شاتيلة) é um campo de refugiados criado em 1949 originalmente para refugiar palestinos. Localiza-se no sul de Beirute, Líbano. Ficou notório durante a Invasão do Líbano de 1982, quando houve o massacre de Sabra e Chatila, mas também abrigou refugiados sírios da Guerra Civil Síria.